# Ніч Святого Лоренцо
«Ніч Святого Лоренцо» (італ. La notte di San Lorenzo) — італійський фільм-драма 1982 року, поставлений Паоло та Вітторіо Тавіані. У 1982 році фільм було представлено в конкурсній програмі 35-го Каннського міжнародного кінофестивалю, здобувши там дві нагороди . Також стрічка брала участь у відборі від Італії на здобуття кінопремії «Оскар» 1983 року як найкращий фільм іноземною мовою, проте не потрапила до списку номінантів.

## Сюжет
Біля відкритого вікна, в тиші мирної літньої ночі, часом осяяної спалахами зірок, що падають, жінка згадує іншу ніч — страшну ніч 10 червня 1944 року, яку вона, восьмирічною дівчинкою, пережила в одному з тосканських сіл. Війна добігала тоді кінця, але німецькі війська як і раніше дотримувалися політики «випаленої землі». У містечку Сан-Мартіно німці, замінувавши будинки, наказали його жителям зібратися в соборі. Група містян, передчуваючи, що і стіни храму їх не врятують, вирішують вирушити назустріч союзним військам. Керівництво рухом бере на себе старий селянин, що вміло справляється зі своїми обов'язками. На дорозі біженців наздоганяють місцеві фашисти…

## У ролях
| Омеро Антонутті      | … | Гальвано          |
| Маргарита Лосано     | … | Кончетта          |
| Клаудіо Бігальї      | … | Коррадо           |
| Міріам Гвіделлі      | … | Беліндія          |
| Массімо Бонетті      | … | Нікола            |
| Енріка Марія Модуньо | … | Мара              |
| Сабіна Ваннуччі      | … | Розанна           |
| Джорджо Надді        | … | єпископ           |
| Мікол Гвіделлі       | … | Чечилія           |
| Массімо Сарк'єллі    | … | панотець Мармуджі |
| Джованні Гвіделлі    | … | Мармуджі молодший |

## Знімальна група
- Автор сценарію — Паоло та Вітторіо Тавіані, Джуліані Де Негрі, Тоніно Гуерра
- Режисери-постановники — Паоло та Вітторіо Тавіані
- Продюсер — Джуліані Де Негрі
- Композитор — Нікола Пйовані
- Оператор — Франко Ді Джакомо
- Монтаж — Роберто Перпіньяні
- Художник-постановник — Джанні Сбарра
- Художник по костюмах — Ліна Нерлі Тавіані

## Нагороди та номінації
| Кінопремія                                        | Дата церемонії    | Категорія                                     | Номінант(и)                                                       | Результат | Дж    |
| ------------------------------------------------- | ----------------- | --------------------------------------------- | ----------------------------------------------------------------- | --------- | ----- |
| Каннський міжнародний кінофестиваль               | 14-24 травня 1982 | Золота пальмова гілка                         | Ніч Святого Лоренцо                                               | Номінація | [ 1 ] |
| Каннський міжнародний кінофестиваль               | 14-24 травня 1982 | Гран-прі                                      | Ніч Святого Лоренцо                                               | Перемога  | [ 1 ] |
| Каннський міжнародний кінофестиваль               | 14-24 травня 1982 | Приз екуменічного журі                        | Ніч Святого Лоренцо                                               | Перемога  | [ 1 ] |
| Міжнародний кінофестиваль у Чикаго                | 1982              | Золотий Г'юго за найкращий художній фільм     | Ніч Святого Лоренцо                                               | Номінація |       |
| Премія Давид ді Донателло                         | 1983              | Найкращий фільм                               | Ніч Святого Лоренцо                                               | Перемога  |       |
| Премія Давид ді Донателло                         | 1983              | Найкращий режисер                             | Паоло та Вітторіо Тавіані                                         | Перемога  |       |
| Премія Давид ді Донателло                         | 1983              | Найкращий продюсер                            | Джуліані де Негрі                                                 | Перемога  |       |
| Премія Давид ді Донателло                         | 1983              | Найкраща нова акторка                         | Норма Мартеллі                                                    | Номінація |       |
| Премія Давид ді Донателло                         | 1983              | Найкращий оператор                            | Франко ді Джакомо                                                 | Перемога  |       |
| Премія Давид ді Донателло                         | 1983              | Найкращий монтаж                              | Роберто Перпіньяні                                                | Перемога  |       |
| Премія Давид ді Донателло                         | 1983              | Нагорода Alitalia                             | Паоло та Вітторіо Тавіані                                         | Перемога  |       |
| Італійський національний синдикат кіножурналістів | 1983              | Срібна стрічка за найкращу режисерську роботу | Паоло та Вітторіо Тавіані                                         | Перемога  |       |
| Італійський національний синдикат кіножурналістів | 1983              | Срібна стрічка за найкращий сценарій          | Паоло Тавіані, Вітторіо Тавіані, Джуліані де Негрі, Тоніно Гуерра | Перемога  |       |
| Італійський національний синдикат кіножурналістів | 1983              | Найкращий сюжет                               | Паоло Тавіані, Вітторіо Тавіані                                   | Номінація |       |
| Італійський національний синдикат кіножурналістів | 1983              | Найкращий оператор                            | Франко ді Джакомо                                                 | Номінація |       |
| Італійський національний синдикат кіножурналістів | 1983              | Найкраща музика                               | Нікола Пьовані                                                    | Номінація |       |
| Золотий кубок                                     | 1983              | Найкращий режисер                             | Паоло Тавіані, Вітторіо Тавіані                                   | Перемога  |       |
| Синдикат французьких кінокритиків                 | 1983              | Приз за найкращий іноземний фільм             | Ніч Святого Лоренцо                                               | Перемога  |       |
| Спільнота кінокритиків Нью-Йорка                  | 1983              | Найкращий фільм іноземною мовою               | Ніч Святого Лоренцо                                               | 2-е місце |       |
| Премія «Золотий глобус» (Італія)                  | 1984              | Найкращий фільм                               | Ніч Святого Лоренцо                                               | Перемога  |       |
| Національна рада кінокритиків США                 | 1984              | Найкращий фільм                               | Ніч Святого Лоренцо                                               | Перемога  |       |
| Національна рада кінокритиків США                 | 1984              | Найкращий режисер                             | Паоло Тавіані, Вітторіо Тавіані                                   | Перемога  |       |